# I 400
Submarinele din clasa I 400 (伊四百型潜水艦 I-yon-hyaku-gata sensuikan) aparținând Marinei Imperiale Japoneze au fost cele mai mari submarine din Al doilea Război Mondial, și au rămas cele mai mari construite până în momentul construirii submarinelor cu rachete balistice nucleare în anii 1960. Marina Imperială Japoneză le-a numit Submarine de tip Sentoku (潜特型潜水艦 Sen-Toku-gata sensuikan). Numele a fost ulterior modificat în Toku-gata Sensuikan (特型潜水艦, Submarine de tip special).
Aveau lunginea de 120 de metri și o greutate de 5,900 tone, fiind dotate cu patru motoare de 1,680 kW (2,250 cai putere).